# بيتي كليمنتس
بيتي كليمنتس (بالإنجليزية: Betty Clements)(14 أبريل 1918 - 17 يوليو 1965) كانت طبيبة أمريكية، أصبحت بعد خدمتها في الطيارين في خدمة القوات الجوية النسائية (واسب) خلال الحرب العالمية الثانية، أول امرأة تعالج أمراض الأعصاب في مايو كلينك تقيم في [[روتشستر]، مينيسوتا، لتكريس نفسها لممارسة طب الأعصاب بعد الإقامة. شاركت لاحقًا في تأسيس معهد بارو للأعصاب.
حصلت كليمنتس على منحة ملاط تعليمي للدراسة في جامعة نبراسكا وحصلت على مكان في مجلس الحكام بالجامعة. بعد تخرجها في عام 1939، تم تعيينها مشرفة على التربية البدنية للفتيات في مدارس ماكوك العامة وكلية ماكوك جونيور. حصلت على رخصة طيار خاص في عام 1942، وبعد ذلك تم قبولها في برنامج واسب. بصفتها وسب خلال الحرب العالمية الثانية، وصلت إلى قاعدة ونداوفر الجوية في ولاية يوتا، وخرجت من طائرتها، وفاجأت الضباط بتحيتها بكونها امرأة. كانت جزءًا من فريق قام بمهام مرتبطة بمشروع مانهاتن السري.
بعد تسريحها بشرف من واسب، انتقلت إلى مدرسة تدريب الصليب الأحمر الأمريكية للعاملين في المستشفيات، وحتى أبريل 1946 تم نشرها في الفلبين. هناك، خلال أوقات فراغها، كانت تعتني بالمصابين بمرض الجذام في تالا ليبروساريوم، بعد ذلك رتبت لإرسال الإمدادات الأساسية إلى هناك من نبراسكا.
توفيت من مرض السرطان في عام 1965 وفي عام 2010 مُنحت بعد وفاتها الميدالية الذهبية للكونغرس.

## النشأة والتعليم
ولدت غريس إليزابيث كليمنتس، المعروفة باسم بيتي إلى جاي إل وماري كليمنتس، في 14 أبريل 1918 في إلموود، في وسط غرب ولاية نبراسكا.كان لها أخوين: دوايت وغاري، وقد نشأت وهي تعرف أبناء المؤلف بيس ستريتر ألدريتشh. بعد أن حصلت على أعلى معدل في فصلها بعد ثلاث سنوات فقط في المدرسة الثانوية، حصلت على منحة ملاط تعليمي للدراسة في جامعة نبراسكا وحصلت على مكان في مجلس الحكام بالجامعة. بعد تخرجها في عام 1939، تم تعيينها مشرفة على التربية البدنية للفتيات في مدارس ماكوك العامة وكلية ماكوك جونيور.

## الحرب العالمية الثانية

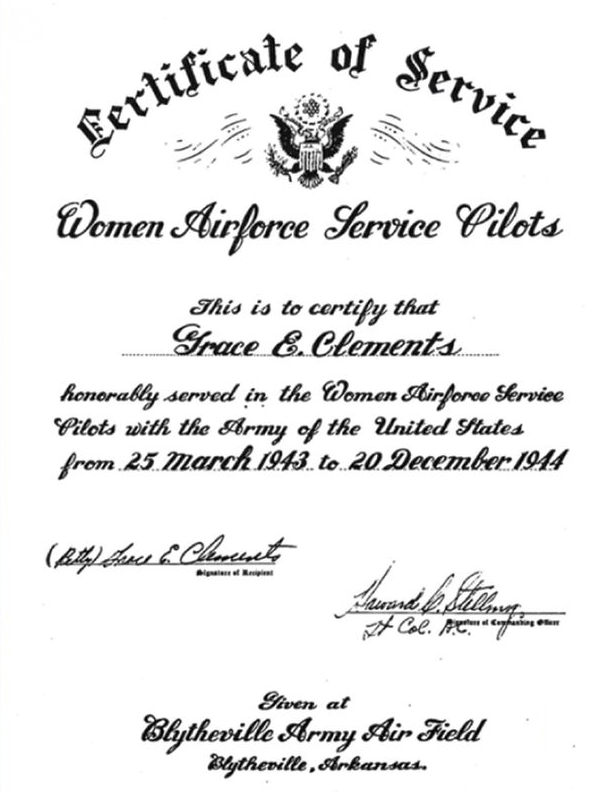
شهادة خدمة الطيارين من خدمة بيتي كليمنتس للسيدات

في عام 1939، مع بداية الحرب العالمية الثانية، وبينما كانت لا تزال مدرسه، بدأت كليمنتس دروس الطيران. في عام 1941 انتقلت إلى هاستينغز، نبراسكا. هناك، أشرفت على نظام مدرسة هاستينغز العامة ودرست في كلية هاستينغز حتى عام 1943، بعد عام من إصدار لها رخصة طيار خاص. انضمت إلى قيادة تدريب القوات الجوية للجيش في فبراير 1943. في الشهر التالي تم قبولها في برنامج الطيارين في خدمة القوات الجوية النسائية بقيادة جاكلين كوكران. وصفت كليمنتس تدريبها لمدة سبعة أشهر مع واسب بأنه "تدريب متدرب معتاد باستثناء الحد الأدنى من التشكيل، ولا مدفعية”.
في عام 1943 تمت إزالتها من التدريب على البعثات السرية المرتبطة بمشروع مانهاتن عندما أدرك كبار الضباط أنها امرأة. تم تسجيل اسمها باسم جنرال إلكتريك كليمنتس، ووجد أن ملفها الشخصي يلائم المعايير المطلوبة من قبل الكولونيل بول تيبتس جونيور في قاعدة ويندوفر الجوية في ولاية يوتا، للقيام بمهام سرية مرتبطة بمشروع مانهاتن. لم يكونو يعلمو في ذلك الوقت أنها امرأة، تم اختيارها عن طريق الخطأ وفاجأت الضباط الذين جاءوا لاستقبالها في ويندوفر. نظرًا لكونها واسب، لا يمكن إرسالها إلى بعثات خارجية واضطرت إلى البقاء في المهام الأرضية التي تنقل الطائرات من المصنع إلى القاعده، وسحب المدفع، واستكمال الرحلات الهندسية. خلال فترة وجودها في القاعدة، أبلغت عن مراوغتها لعملاء مكتب التحقيقات الفيدرالي، وشعرت "بالخوف حتى الموت" للحديث عن ذلك الوقت حتى بعد الحرب.
بعد خروجها العسكري المشرف من واسب في ديسمبر من عام 1944، انتقلت إلى مدرسة تدريب الصليب الأحمر الأمريكية للعاملين في المستشفيات في الجامعة الأمريكية في واشنطن العاصمة في مارس 1945.

## بعد الحرب العالمية الثانية
حتى أبريل 1946 تم نشر كليمنتس في الفلبين وعملت في مستشفى للأمراض النفسية ومستشفى عام. خلال أوقات فراغها، كانت تعتني بأشخاص مصابين بالجذام في تالا ليبروساريوم. عندما عادت إلى الولايات المتحدة، رتبت لإرسال الإمدادات الأساسية إلى الفلبين من نبراسكا. عبر صديق، جوي غيريرو، تم تهريب الطعام إلى الجنود الامريكيين عبر الخطوط اليابانية.قالب:Discuss
في عام 1946، حصلت كليمنتس على قبول لدراسة الطب في جامعة نبراسكا وتأهلت في عام 1952، بعد عام من تقديم أطروحتها بعنوان "الاتجاهات الأخيرة في لوائح الفصل للسيطرة على مرض هانسن في الولايات المتحدة". في 1 يوليو 1952 بدأت تدريبها في مستشفى سانت جوزيف، فينيكس، أريزونا. بعد مرور عام، تم تعيينها مقيمة في الطب الباطني في سانت جوزيف، لكنها تغيرت إلى تخصص طب الأعصاب. في أكتوبر 1954 حصلت على زمالة في طب الأعصاب في كلية مايو للدراسات العليا للطب، وأكملت في نهاية عام 1957، قبل أن تسافر إلى إنجلترا للتدريب لمدة ثلاثة أشهر في المستشفى الوطني بلندن. في مقالها عام 1956 بعنوان "التدريبات العلاجية في إدارة الشلل" التي نشرت في "مجلة الجمعية الطبية الأمريكية"، أشارت إلى أهمية استمرار النشاط البدني والأنشطة المعرفية عند علاج مرض باركنسون. اشتهرت كليمنتس بأنها أول امرأة مقيمة في طب الأعصاب في مايو كلينك تكرس نفسها لممارسة طب الأعصاب بعد الإقامة.

## الحياة في وقت لاحق
في عام 1958 عادت كليمنتس إلى فينيكس لتؤسس معهد بارو للأمراض العصبية.. بالإضافة إلى ذلك، شغلت مناصب في مركز بانر قود سامرتي الطبي ومستشفى فينيكس ميموريال ومستشفى ولاية أريزونا ومستشفى إدارة المحاربين القدامى.. ساهمت في العديد من الجمعيات بما في ذلك الأكاديمية الأمريكية لطب الأعصاب، والجمعية الملكية للطب في لندن، وواصلت الطيران. إنها لم تتزوج ابدا وليس لها أولاد. في عام 1960، تم تشخيص حالتها بأنها مصابة بالسرطان.

## الموت والإرث
ماتت كليمنتس من مرض السرطان في 17 يوليو 1965.1965. في عام 2010 حصلت بعد وفاتها على الميدالية الذهبية للكونغرس .

## المنشورات
- Clements، B. G. (1957). "Auras of pain and pleasure". Electroencephalogy Clinical Neurophysiol. ج. 9: 571. مؤرشف من الأصل في 2023-06-20.
- Clark، E. C.؛ Clements، B. G.؛ Erickson، D. J.؛ Maccarty، C. S.؛ Mulder، D. W. (10 نوفمبر 1956). "Therapeutic exercises in management of paralysis agitans". Journal of the American Medical Association. ج. 162 ع. 11: 1041–1043. DOI:10.1001/jama.1956.02970280021008. ISSN:0002-9955. مؤرشف من الأصل في 2023-06-27.

## وصلات خارجية
1. ↑  Taken from notes at a speech Clements delivered in Rochester in 1954.